# Église Sainte-Thérèse de Nantes
Pour les articles homonymes, voir Église Sainte-Thérèse.
L’église Sainte-Thérèse  est une église de Nantes construite au XXe siècle. L'ensemble, formé par l'église, le presbytère, ainsi que l'« école Sainte-Agnès et Théophane Venard » qui est voisine, a été inscrit monument historique par arrêté du 27 janvier 2011.

## Localisation
L'église se situe sur le côté sud-ouest de la place Alexandre-Vincent dans le quartier Breil - Barberie. Elle fait partie d'un ensemble paroissial avec d'autres bâtiments construits conjointement et dans le même style de l'autre côté de l'actuelle rue du Chanoine Larose, comprenant notamment une école (Sainte-Agnès) et un collège (Saint-Théophane-Vénard).

## Histoire
Face à l'urbanisation de ce quartier nord-ouest de la ville, Mgr Le Fer de La Motte prend la décision de créer une paroisse qui sera placée sous le patronage de sainte Thérèse de l’Enfant-Jésus, à la suite d'un pèlerinage effectué à Lisieux par l’abbé Louis Larose, le premier titulaire de la cure. La première église provisoire s'installe dans un hangar désaffecté situé route de Vannes.
C'est d'ailleurs à la demande de l'abbé lui-même que les architectes nantais René Ménard et Maurice Ferré (qui construiront également ensemble l'ancienne église Saint-Georges des Batignolles), établiront les plans d'une église de style romano-byzantin construite en béton avec parements en brique rouge de Beauvais et des colonnes de granit de Saint-Macaire-en-Mauges. Il fut également prévu que les chapiteaux des piliers ne seront pas décorés, que la coupole sera octogonale (et non circulaire), et que la tour-campanile aurait une hauteur prévue de 70 mètres (elle s’arrêtera à 23 mètres).
La pose de la première pierre de l’église intervient le 3 octobre 1935, et dès lors, la construction va subir bien des aléas. Les fondations sont creusées le 29 mars 1939, et les murs commencent à s'élèver jusqu'à la base des verrières lorsque ceux-ci sont détruits (notamment la partie sud) par les bombardements du 16 septembre 1943 durant la Seconde Guerre mondiale. Le chanoine Larose fait distribuer les tuiles destinées à la construction de l'église aux sinistrés du quartier éprouvés eux aussi par les bombardements.
La paix revenue, les travaux ne reprirent qu'en 1952 et la chapelle située sous la tour fut ouverte au culte le 4 octobre de cette année-là. En 1958, une œuvre du sculpteur Jean Fréour, un  Christ en gloire, y est adjointe. L'église ouvre ses portes pour la messe de minuit de Noël 1959 et sa consécration fut assurée en octobre 1960 par Mgr Villepelet, évêque de Nantes, et Mgr Jacquemin, évêque de Bayeux et Lisieux.

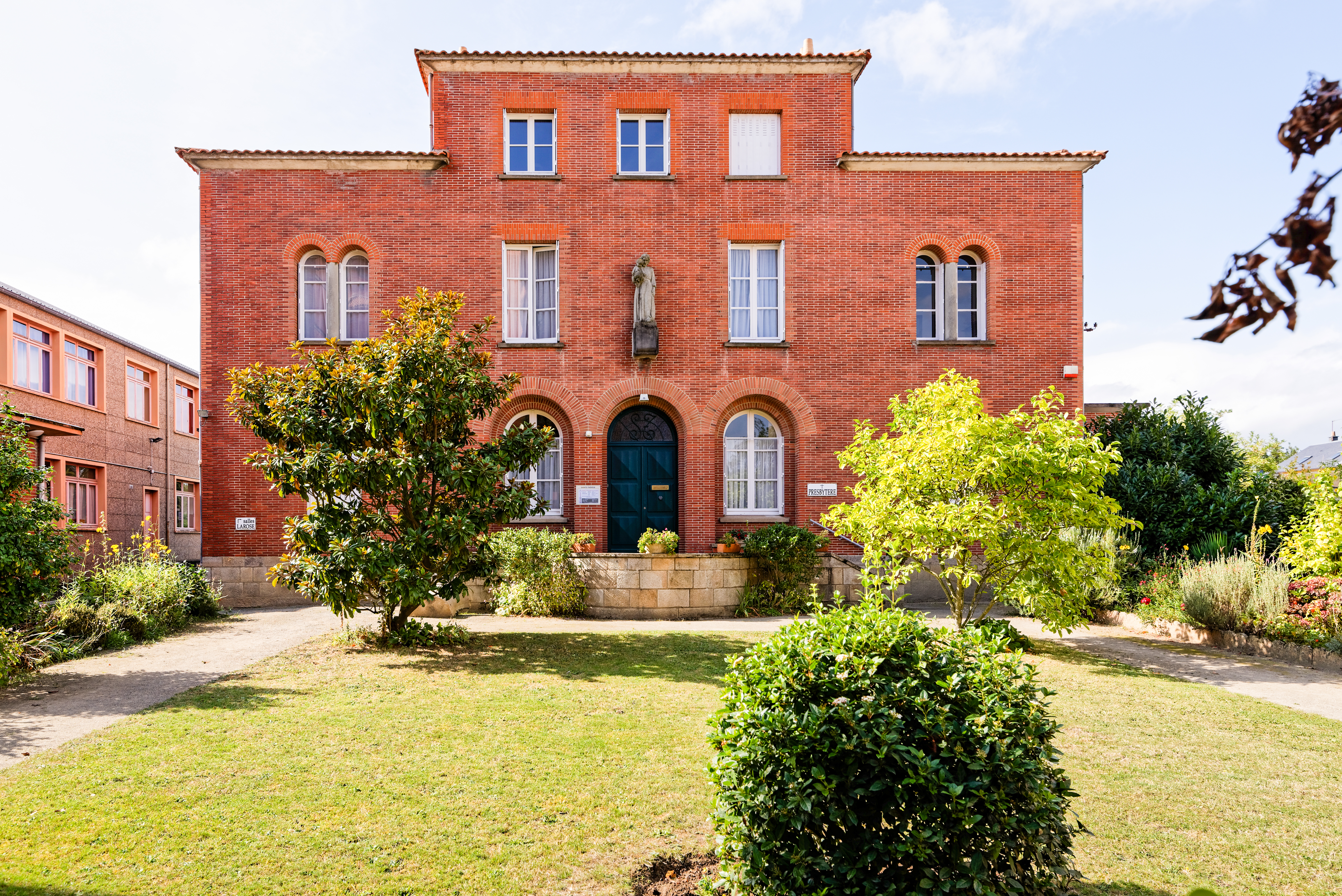
Presbytère de l'église Sainte-Thérèse de Nantes
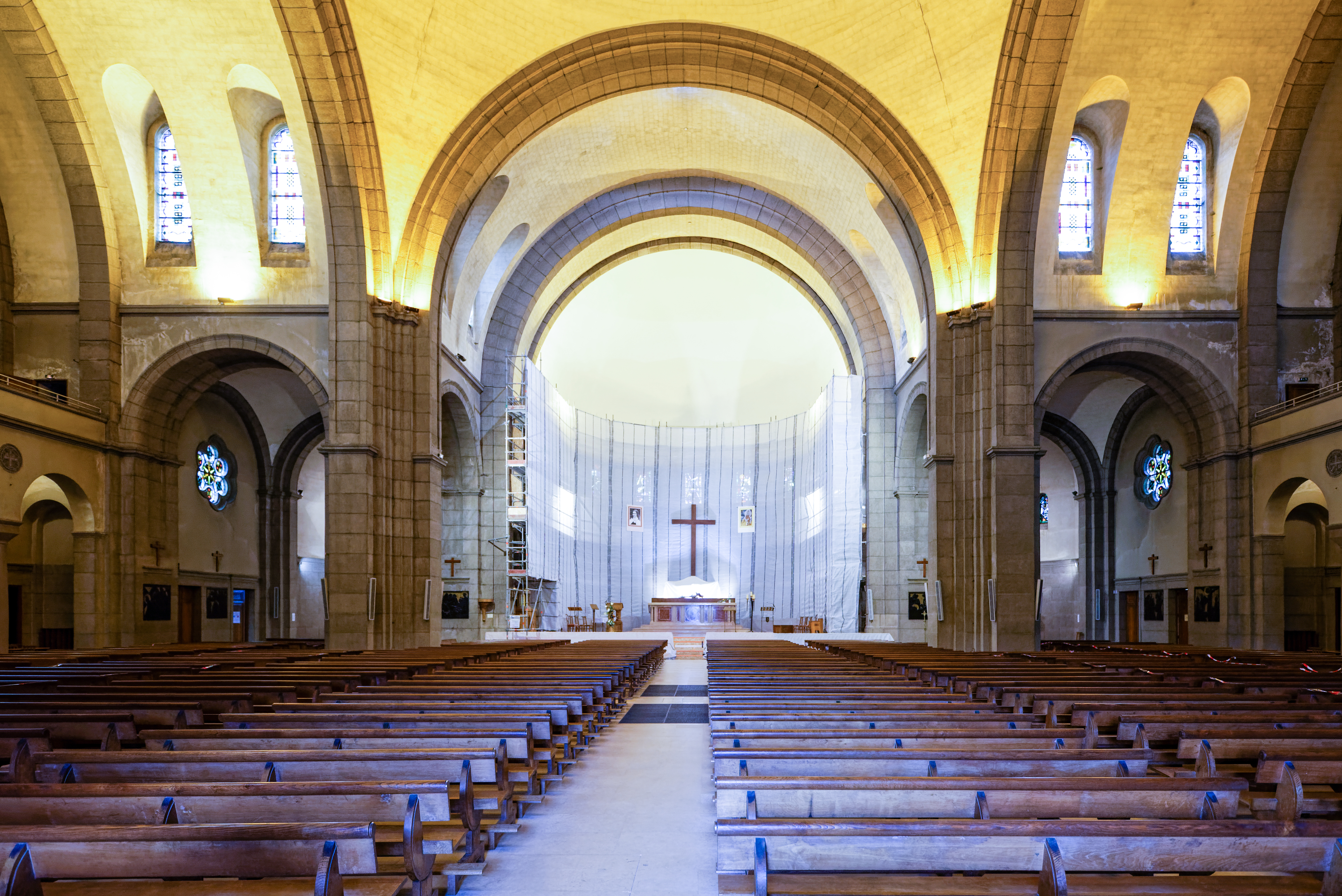
Nef en direction du chœur
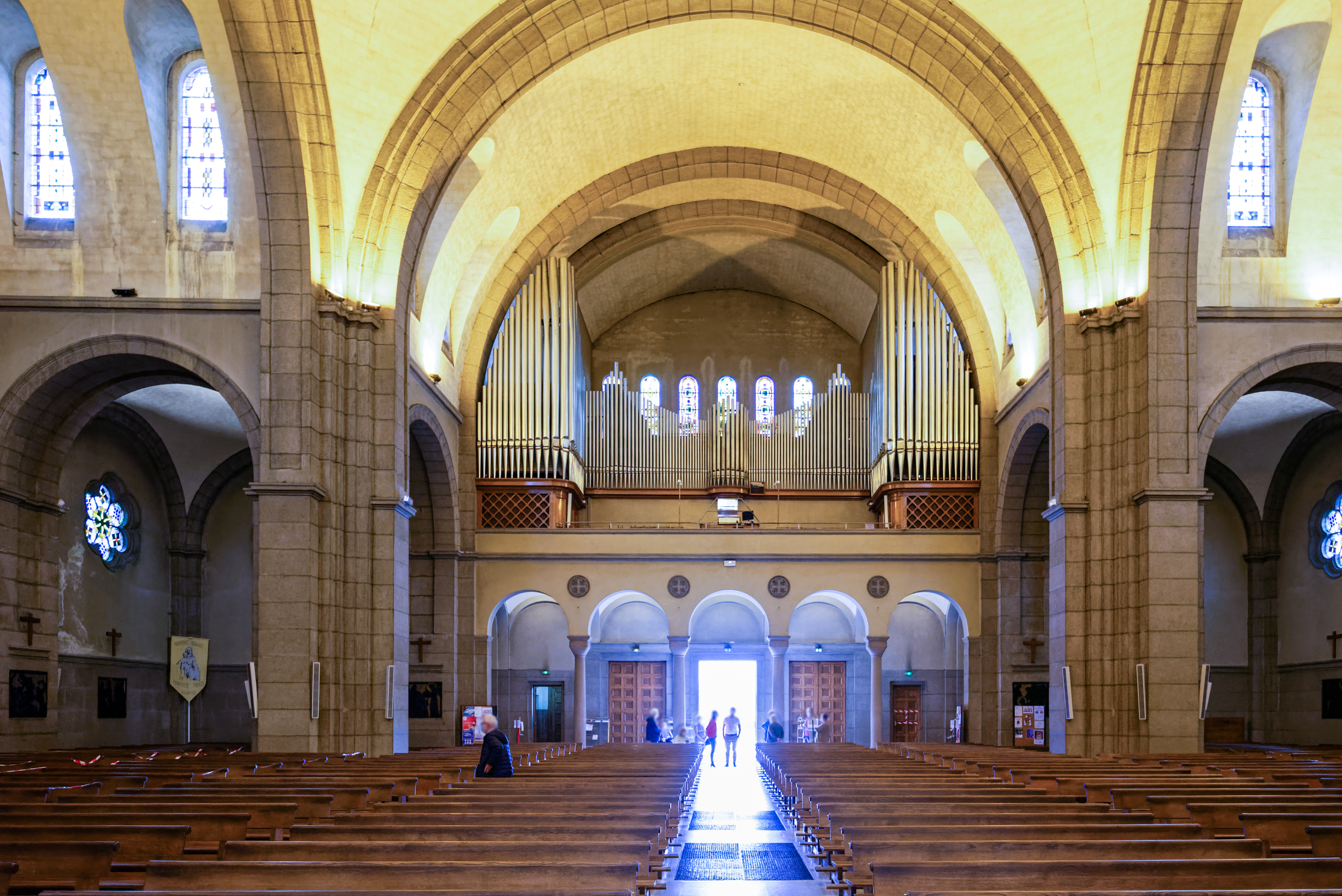
Nef et orgue
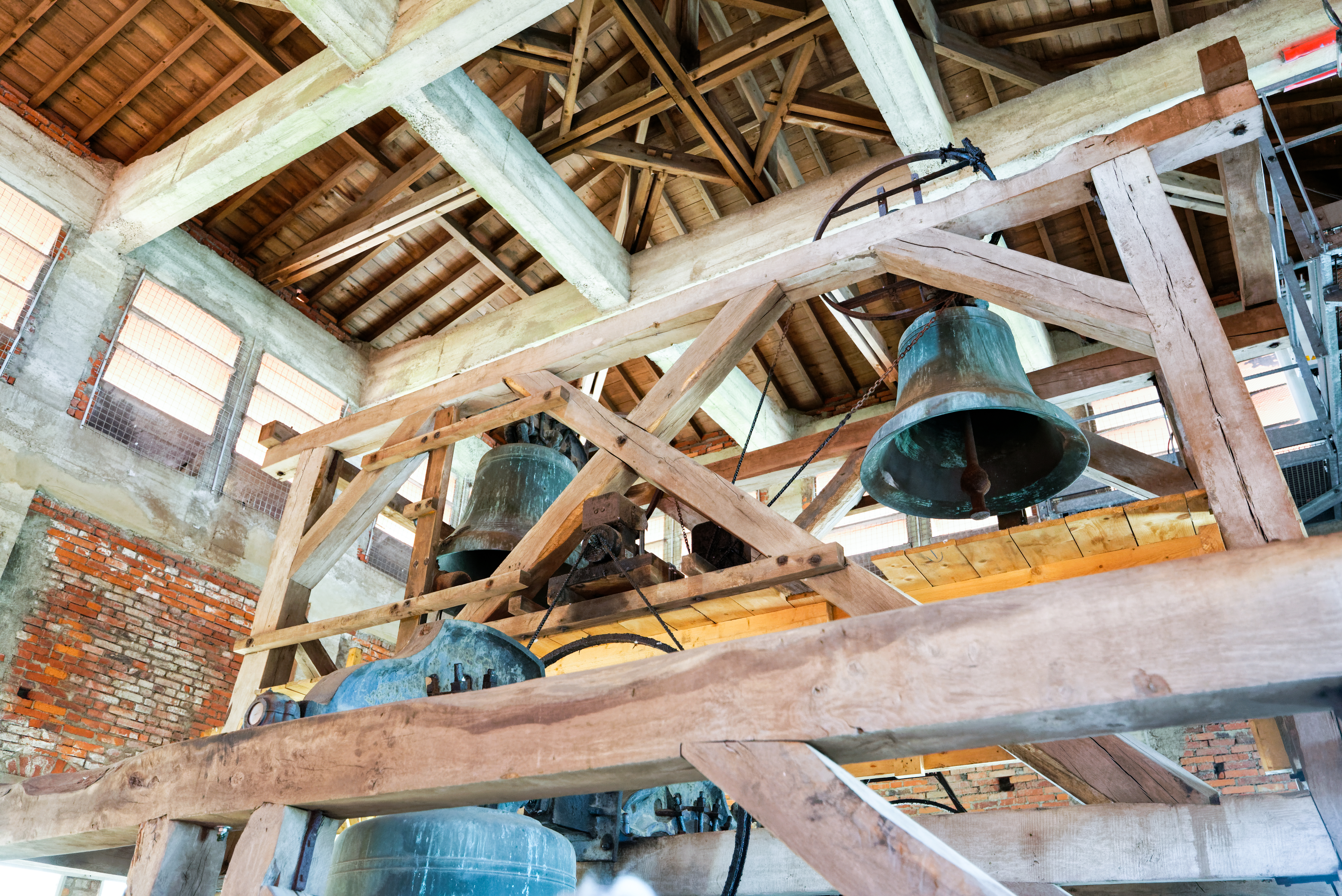
Cloches Marie-Françoise d'Amboise & Marie-Thérèse de l'Enfant Jésus